# オリーヴ・トーマス
オリーヴ・トーマス（英語: Olive Thomas, 1894年10月20日 - 1920年9月10日）は、アメリカ合衆国のサイレント映画女優・ソーシャライト。彼女はジーグフェルド・フォリーズ（en:Ziegfeld Follies）のコーラスガール、ジーグフェルド・ガールズで元祖フラッパー（日本のモガにも影響を与えた1920年代のモダンガール）であった。大女優メアリー・ピックフォードの弟ジャック・ピックフォード（en:Jack Pickford）との結婚、そしてその早すぎる死によって記憶されている。

## 前半生
トーマスはオリーヴァ・R・ダフィー (Oliva R. Duffy) として生まれた。（但し彼女自身は時折オリヴェレッタ・エレイン・ダフィー (Oliveretta Elaine Duffy) が出生名であると主張していた。）彼女を知るほとんどの人々は彼女を「オリー (Ollie)」と呼んだ。ペンシルベニア州シャルルロアのピッツバーグ地区で労働者階級の家庭に生まれる。彼女がまだ若い頃に父親が他界し、家計が逼迫したので母親と2人の弟、ジェームズとウィリアムの生活を支えるために学校を辞めざるを得なくなった。1911年4月、16歳の時にやはり小さな工場町であるマッキーズロックスのバーナード・クルー・トーマス (Bernard Krugh Thomas) と結婚。伝えられるところでは2年の結婚期間中、彼女はピッツバーグのカウフマンデパートの店員として働いていた。離婚後は家族と共にニューヨークに移り、ハーレムのデパートに勤めた。
1914年、著名な商業画家ハワード・チャンドラー・クリスティ (Howard Chandler Christy) が催した「The Most Beautiful Girl in New York City（直訳：ニューヨークで最も美しい女の子）」コンテストの新聞広告に応募して優勝。その後もう1人の商業画家ハリソン・フィッシャー (Harrison Fisher) のモデルを務め、これはサタデーイヴニングポスト (Saturday Evening Post) の表紙を飾った。

## スターダムへ

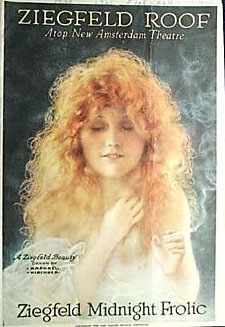
ミッドナイト・フロリックのポスター（1916年）

フィッシャーはトーマスをジーグフェルド・フォリーズ (Ziegfeld Follies) に雇ってくれるよう、フローレンツ・ジーグフェルドに推薦状を書いた。しかし後にトーマスは自分は正面から乗り込んで仕事を求めたのだと主張し、これに異議を唱えた。彼女はニュー・アムステルダム劇場 (New Amsterdam Theatre) の屋上庭園で営業時間後に行われたリスケイ・ミッドナイト・フロリック（risqué Midnight Frolic - 浮かれてわいせつじみた夜中のショー）に頻繁に出演した。この時期に他のフォーリーズのレビューショーに出演していた女優や女性ダンサーと同じように、彼女も当たり前のようにジーグフェルドの愛人になっていた。なおフォリーズとは異なりミッドナイト・フォリーズの女性たちは、いかに露出度の高い扮装をしていようとも、舞台上での厳格な礼節を維持した。演者たちは風船だけを身にまとい、事実上全ての男性の観客にシガーで風船を破裂させる機会を与えていた。トーマスの評判は、後にピックフォード家が彼女を拒絶した理由であると考えられている。しかし世間の人々は彼女たちに眉をひそめる事は無かった。高級娼婦から伯爵夫人となったセレステ・モガドール (Céleste Mogador)、同じく高級娼婦からプリンセス・ギカとなったリアーヌ・ド・プジー、伝説的な女優サラ・ベルナールなどのかつての舞台女優たちも、同じような下積み時代をおくっている。
ミッドナイト・フロリックは、主として高名な男性パトロンたちが若く美しい女優たちに多くの金品を贈るショーであった。ほどなく魅力的なトーマスはコンデ・ナスト (Condé Nast) の関係者から注目を集めるようになった。彼女はすぐに自分が数人の非常に裕福で精力的な男性につきまとわれているのを感じた。トーマスはファンからの高価な贈り物を受け取った。ドイツの大使が10,000ドルの真珠のネックレスを贈ったという噂もあった。

## 映画
急激に高まった名声の一端として、ペルーの画家アルベルト・バルガスのヌードモデルを務め、ハリー・フォックス (Harry Fox) の映画の主演女優としてインターナショナル映画社と契約を結んだ。トーマスは以後4年間にわたり20本以上のハリウッド映画に出演した。彼女は結婚後のオリーヴ・トーマスの名で、映画『A Girl Like That』により銀幕デビューを果たし、その後オムニバス伝記映画『ベアトリス・フェアファクス (Beatrice Fairfax)』の10話に出演した。

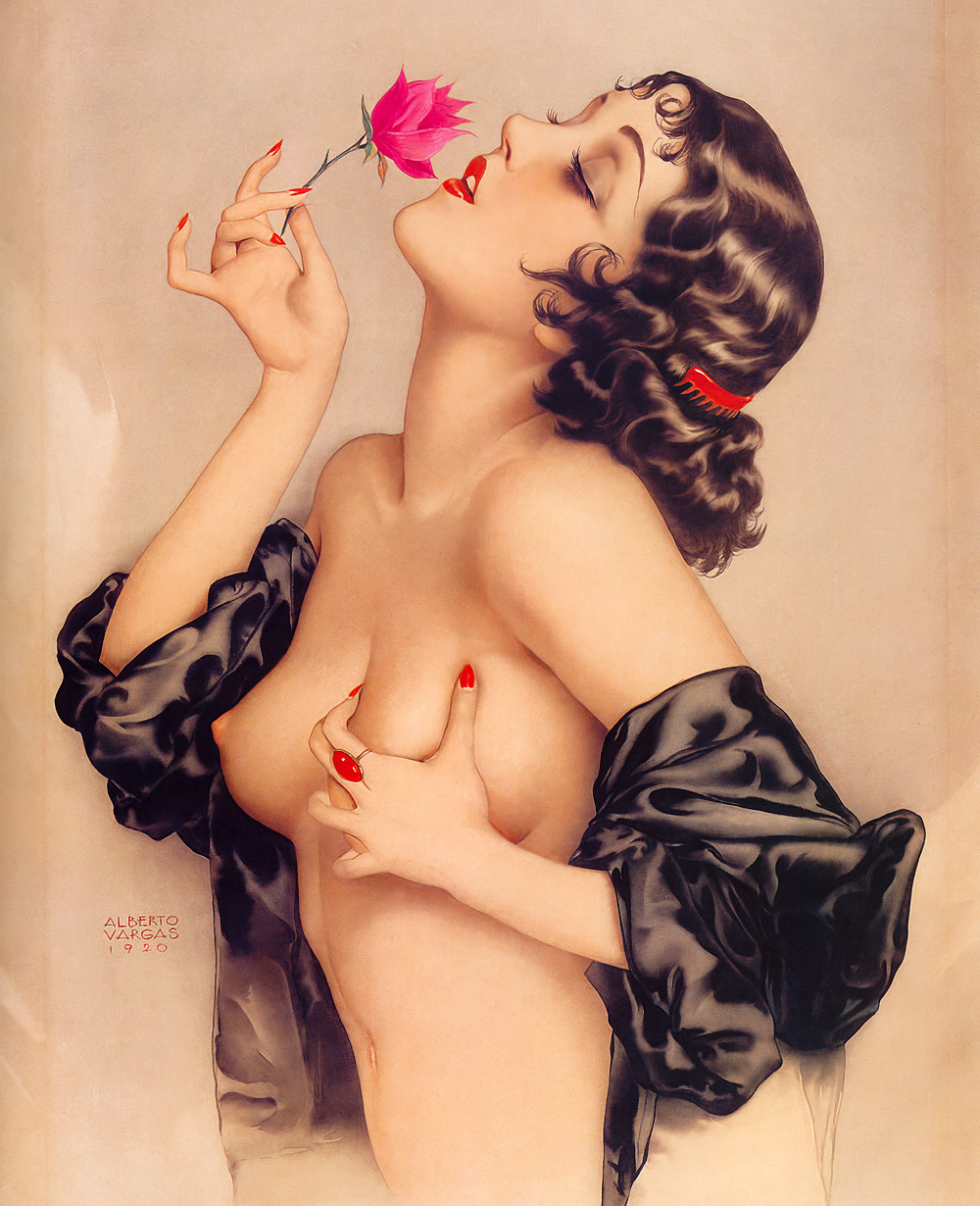
アルベルト・バルガスによるトーマスの肖像（1920年）

1916年10月、トーマスはトーマス・H・インス (Thomas H. Ince) と共に仕事をする事となるトライアングル・ピクチャーズへと移籍した。その後すぐに1年前から事実婚状態であったジャック・ピックフォードとの婚約のニュースが流れた。この結婚についてトーマスは「私はピックフォードの名を借りて成功したとは言われたくなかった」と語っている。トライアングル時代、トーマスは「トライアングル・スター」と称された。1917年の映画『Madcap Madge』のベティ役はトーマスの最も成功した仕事の1つと認められている。この3年後には、もう1人の代表的な「10代」の役を演じる事となる。
1918年12月、トーマスはマイロン・セルズニック (Myron Selznick) からセルズニック・ピクチャーズ社と契約するよう説得された。彼女はより重要な役を望んでおり、夫と共に同じ会社と契約を結べば、より多くの影響力を行使できると考えた。彼女は直ぐにセルズニックの最初のスターになり「魅力的な魔性の女」のイメージを作り上げた。
1920年、トーマスはフランシス・マリオン原作・脚本の映画『The Flapper』で再度10代の役に臨んだ。俳優が演じた役のタイプによって特徴付けられていた時代であったが、トーマスは自分が固定された映画のタイプを持っていないと感じており、以下の様に語っている。「しかし私は特定のはまり役を作りたいのです。メアリー（・ピックフォード）は子供の時から映画に出ていました。ノーマ（・タルマッジ） はドラマを演じます。コンスタンス（・タルマッジ）は、軽薄で尻軽な人妻です。ドロシー（・ギッシュ）はおてんば娘です。（アラ・）ナジモヴァはエキゾチックで神秘に包まれています。私のジャックは男の子を演じます。一方で私は…私は…解りませんか、私は全く何者でもないんです!」
トーマスはクララ・ボウ、ルイーズ・ブルックス、ジョーン・クロフォードなどに先行して「フラッパー (1920年代のモダンガール)」と呼ばれた最初の女優であった。彼女は『A Youthful Folly』や最後の映画となった『Everybody's Sweetheart』など映画キャリアの末期にフラッパーの役を演じ続けた。トーマスの成功の証しとして、死の直前には週に3000ドルを稼いでいたという事実がある。

## 私生活

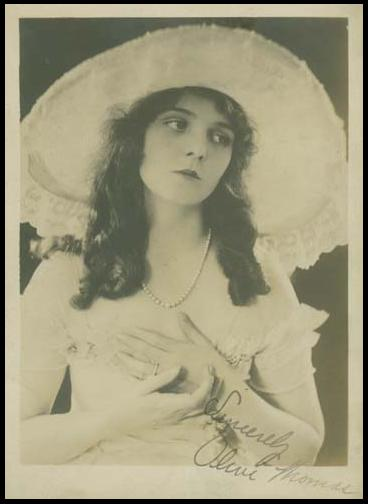
珍しいサイン入りの写真（1916年頃） ゲイリー・ブルーカト・ジュニア博士個人蔵

トーマスは常に母親の側にいて、彼女の死を見届けたいという願望を語っていた。母親はハリー・ヴァンカーク (Harry VanKirk) と再婚し、1914年生まれの彼の連れ子ハリエット・ダフィー (Harriet Duffy) が新たにトーマスの妹になった。彼女には2人の弟がいた。ジェームズ・ダフィー（James Duffy、1896生誕）とウィリアム・ダフィー（William Duffy、1899年生誕）である。トーマスはウィリアムが海兵隊に所属していた時に、ジェームズが電気店を始めるのを手伝った。後にウィリアムは撮影技師となった。彼女が死を迎えた時には、弟たちはセルズニック・プロダクションに勤めていた。
トーマスは非常な美しさで知られていたが、現実的な女性だった。彼女の有名な言葉に以下のようなものがある。「人生は短く、人気商売の運命は水物です。今日ブロードウェイで多くのバラを受け取っていたとしても、明日にはウェイターであった馬鹿な監督が5巻5セントの俳優を起用して、私たちを冷遇しているかもしれません…。」現実的であったにもかかわらず、トーマスは時折無神経で品位に欠けているとみなされた。彼女は極めて探求心旺盛で、ものを学ぶ事を楽しんでいた。「そうですね。私は『フォリーズ』の女の子から安手の映画スターに転身したに過ぎないので、必要に応じて大工になる覚悟ができていた方が良いのです。」彼女は女優の仕事にまじめに取り組みたいと考えており、ピックフォードの名に便乗する事を望まなかった。
トーマスはピックフォードとの結婚後、アルコールとコカインなどのドラッグが人生で大きな部分を占め始め、パーティ巡りと奇行が目立つようになった。これは夫との波乱に富んだ夫婦関係と、恐らく自動車事故がアルコールとドラッグの摂取に拍車をかけたためであろう。。彼女は9歳の子供に重傷を負わせた事故を含め2年間で3回自動車事故を起こし、結局おかかえ運転手を雇った。。アルコール依存症に関しては夫であるジャック・ピックフォード本人だけでなく、彼の父親や姉のロッティも若い頃から常に酒が手放せない状態であり、更にジャックとロッティはドラッグ依存症でもあったので、早い段階で健康を酷く損なってしまい、ジャックは36才でロッティは43才で早死している。
トーマスが当時最も勢いのあったサイレント映画の大スター、メアリー・ピックフォードの弟である俳優のジャック・ピックフォードに出会ったのはサンタモニカ・ピアーのビーチカフェであった。ピックフォードは粗野なばか騒ぎで知られており、同行者と諍いになっていた。脚本家のフランシス・マリオンは、こう書き記している。「…私はよく彼女をピックフォード家まで送っていきました。彼女がメアリーの弟ジャックと婚約していたからです。天真爛漫に見える2人の子供たち。彼らはブロードウェイを引っ掻き回した、かつてないほど最も放埒で野蛮な悪ガキでした。彼らは2人とも才能を持っていましたが、仕事に集中するより人生のルーレットに興じる事にはるかに興味を持っていました。」
出会った一年後にトーマスはインタビューに答えている。「ジャックは美しいダンサーです。彼は私のハートに続く道で踊りました。私たちは結婚前の8ヶ月間でお互いを理解しました。そしてその大部分の時間を私たちは踊っていました。私たちは、残りの人生を一緒に過ごそうとダンスフロアでごく自然に決めました。」
1916年10月25日、トーマスはピックフォードとニュージャージー州で駆け落ち結婚した。俳優のトーマス・ミーアン (Thomas Meighan) だけが立ち会い、2人の家族は誰もその場にいなかった。ゴシップコラムニストのルエラ・パーソンズによる1919年のインタビューでトーマスは子供を持ちたいという願望を語った。「近いうちに私たちは家族を持つでしょう。私は子供たちを愛しています。」2人には彼ら自身の子供は最後までできなかった。1920年に彼の母親が亡くなった時、彼らは彼女の当時6歳だった甥を養子にした。
大部分の証言によれば、彼女はピックフォードの乱脈な女性関係と夫婦揃って酒とドラッグに溺れた結婚生活は荒々しく、緊迫した衝突で満たされ、高価な贈り物の交換による贅沢な和解がその後に続いた。モーション・ピクチャー・マガジン1920年3月号でトーマスは劇的な夫婦関係について語っている。「彼は常に私に何かを送っていて、私もお返しに送ります。分かるでしょう、我々はどうにかして距離を縮めなければなりません。最初はこのような生き方に慣れることができませんでしたが、私は人はいつかは何にでも慣れると思います。我々が一緒の時は、色々な事をめぐって言い争う事に時間を使い果たしたものです。私が『あなたはあの人やあの人と外出していた。』と言うと、彼は同じように言い返しました。そして私たちははらはらしますが、今はそれを乗り越えています。私たちは一緒にいることができないというだけの理由で、団欒の時を頻繁には持てないのだと理解しています」
大部分の家族が彼女の葬式に参加したが、ピックフォード家は必ずしもトーマスを認めてはいなかった。メアリー・ピックフォードは自叙伝「Sunshine and Shadows」の中で書いている。「残念なことに当時は我々の誰もがその結婚をよく思っていませんでした。母 (Charlotte Hennessy) はジャックがあまりに若いと考えていましたし、ロティ（妹のLottie Pickford）と私はオリーヴが、ミュージカルという異世界の住人だと感じていました。オリーには社交界の中に、彼女に魅了された金持ちで結婚相手として相応しいあらゆる男性がいました。同様に彼女自身の領域である演劇界でもプロポーズが殺到していました。それは全く驚くには値しません。オリーヴ・トーマスの美しさは伝説的です。彼女は私がこれまでに見た中で最も美しいバイオレットブルーの瞳を持っていました。双眸は彼女のきめ細かい透き通るような肌の白さのために、より暗く見えた長い黒い睫毛に縁取られていました。私はフローレンツ・ジーグフェルドがなぜジャックが彼女をフォリーズから連れ去ることを決して許さなかったか理解できます。彼女とジャックはお互いに猛烈に愛し合っていましたが、私には一緒に遊んでいる子供のカップルに思えました…」

## 死去
1919年6月のあるインタビューにおいてトーマスは死について語っている。「私はその時が来て、その時になって初めて死ぬのだと思います。私の死に対する感覚は他の事についてのそれと変わりません。過去に起こった事を変えることが出来ないのと同様にこれから起こりそうな事を変えられるとも思いません。そういうわけで私は決して心配しません。これは人々がうぬぼれたり、他人よりましだと考える必要は無いと思う理由でもあります。」
長年ピックフォード夫妻は一緒に休暇をとろうと考えていた。ピックフォードとトーマスは双方が絶えず巡業しており、一緒に過ごす時間がほとんど無かった。結婚生活は破綻をきたしていたが、2人は2度目の新婚旅行に出かけることにした。1920年8月、2人は休暇と何本かの映画の準備を兼ねてフランスのパリに向かった。1920年9月4日（土）の夜に夫妻は外出し、パリのモンパルナス・クォーターの有名なビストロでエンターテインメントとパーティーの夜を過ごした。午前3時頃ホテル・リッツの部屋に戻り、ピックフォードは寝入っていたか部屋の外にいた。証明はされていないが、その夜トーマスはコカインを使用したかもしれないと噂された。酔って疲れていたトーマスは、夫の慢性梅毒のために処方された塩化第二水銀溶液を誤って大量に摂取した。液体は局部に用いるためのもので、摂取するためのものではなかった。
別の報道によれば彼女はビンには飲料水か睡眠薬が入っていると思っていた。ラベルがフランス語だった事が誤りを助長した可能性もある。「ああ、なんて事!」とトーマスは叫び、ピックフォードは彼女を抱きとめるために走った。しかし時既に遅く、彼女は致死量を摂取してしまっていた。彼女はパリ郊外ヌイイのアメリカン・ホスピタルに搬送された。数日後に毒のために死亡するまでピックフォードは、彼の姉であるメアリー・ピックフォードと半年前に離婚した中堅俳優のオーエン・ムーア (Owen Moore) と共に妻の側に付き添った。死の直後から彼女は自殺したか、あるいは殺されたのだという噂が流れ始めた。検死と並行して警察の捜査も進められ、トーマスの死は不慮の事故であったと断定された。
ピックフォードは9月13日付ロサンゼルス・エグザミナー紙でその夜の事を証言している。
「…我々は午前3時頃にホテル・リッツに戻りました。私は既にロンドン行きの飛行機を予約していて、日曜日の朝に発つ予定でした。双方とも疲れ果てていて、少し飲んでいました。私は今から荷物をまとめず、出発前に早起きして始めた方がよいと主張し、すぐに寝ました。彼女はやきもきして歩き回り、母親への手紙を書きました。…彼女は洗面所にいて、突然『なんですって!』という悲鳴をあげました。私はベッドから飛び起きて、彼女に駆け寄り抱きとめました。彼女は何がビンに入っていたか気づいて私に泣きつきました。私がそれを拾い上げて読むと『毒物』と書かれていました。トイレ用の液剤でフランス語のラベルが貼られていました。私は彼女がしてしまった事を悟り、医者を呼びました。その一方で彼女を吐かせるために強制的に水を飲ませました。彼女は『ああ、なんて事かしら。毒を飲んでしまったわ。』と叫びました。私は毒が中和される事を願って卵白を彼女ののどに押し込みました。医者がやって来て、私が抱いているオリーヴの胃を3回ポンプで洗浄しました。私は朝9時に彼女をヌイイ病院に連れて行きました。チョート医師とウォートン医師が彼女を担当しました。彼らはオリーヴがアルコールに溶解した塩化第二水銀を飲み込んだのだと話しました。それは錠剤を飲み込むより10倍も悪い状況だと。彼女は死など望んでおらず、誤って毒物を飲んだのです。我々は2人とも結婚した日からお互いに愛し合っていました。1度に何ヵ月も離ればなれになっていた事は、お互いへの愛情に悪影響は及ぼしませんでした。彼女は死ぬ事など考えておらず、死の直前まではっきりと意識があって、看護師に自分が完全に回復するまでアメリカに付いて来てほしいと頼んでいました。彼女は絶えず私を呼びました。私は昼夜を問わず、彼女が亡くなるまでそばにいました。医師たちは最後の瞬間まで望みを捨てませんでした。彼女の腎機能が停止しているのに気づくまでは。そして望みは絶たれました。しかし医師たちは彼らがこれまでに診たどんな患者よりも、彼女は毅然として戦ったと話しました。彼女は50に1つの確率にかけて生に執着しました。最後の2日間は、よりしっかりしているように見えました。彼女は意識があり、母親に自分が快方に向かっていて、家に帰ると言っていました。『これはすべて間違いよ、愛しいジャック。』と彼女は言いました。しかし私には彼女が死にかけているのが判りました。彼女は最後の12時間は皮下注射だけによって生命を維持していました。彼女が最後に認識したのは私でした。私は彼女のかすんだ目を見て、彼女が死に瀕している事を実感しました。私はどんな気分かと尋ねました。彼女はこう答えました。『かなり弱っているけど、しばらくすればすっかり良くなるわ。心配しないで、ダーリン。』これが彼女の最後の言葉でした。私は彼女を腕に抱き、1時間後に彼女は永眠しました。オーエン・ムーアもベッドサイドに付き添っていました。我々がニューヨークを発った時から流れている、乱痴気騒ぎやコカインや家庭内の争いに関する全ての記事や噂は偽りです…」

## 葬儀と遺産
ピックフォードは彼女の遺体をアメリカ合衆国に戻した。1部の記述ではピックフォードが途中で自殺しようとしたが、それを思いとどまったとしている。メアリー・ピックフォードの自叙伝によれば、「ジャックはオリーの体と共に海を渡りました。彼が帰りの航海中のある夜、パジャマの上にズボンとジャケットを着てデッキに上がり、手すりを乗り越えようとした時、彼の内面から何かが『おまえは母親と姉妹に顔向けできるのか。それは卑劣な行為だ。おまえは生きなければならず、未来に立ち向かわなければならない。』と告げたと母に告白したのは、それほど後の事ではありませんでした。」
1920年9月29日、トーマスのために米国聖公会による告別式がニューヨークのセントトマス教会で行なわれた。ニューヨーク・タイムズによると、教会は完全に立錐の余地も無くなり、警察の護衛が必要であった。数人の女性が式中に気絶し、数人の男性は棺を見るために突進して帽子が押しつぶされた。
トーマスはブロンクス区のウッドローン墓地に埋葬された。1920年11月20日に彼女の個人資産は遺産管理のために売却された。いくつかの品を買い取ったメーベル・ノーマンドとルイス・セルズニックにより26,931ドルの純益が上がった。
トーマスの亡霊がニューヨーク市のニュー・アムステルダム劇場に出没すると言われている。
2004年、サラ・J・ベイカー (Sarah J. Baker) はタイムライン・フィルムズ社からの資金援助と、ヒュー・ヘフナーの助けを借りて、トーマスの短い人生を描いたドキュメンタリー映画『Olive Thomas: The Most Beautiful Girl in the World (別名、Olive Thomas: Everybody's Sweetheart)』を公開した。
2007年、マクファーランド・パブリッシング社はミシェル・ヴォーゲル (Michelle Vogel) による伝記『Olive Thomas: The Life and Death of a Silent Film Beauty (ISBN 978-0786429080)』を発売した。

## 出演作の一部

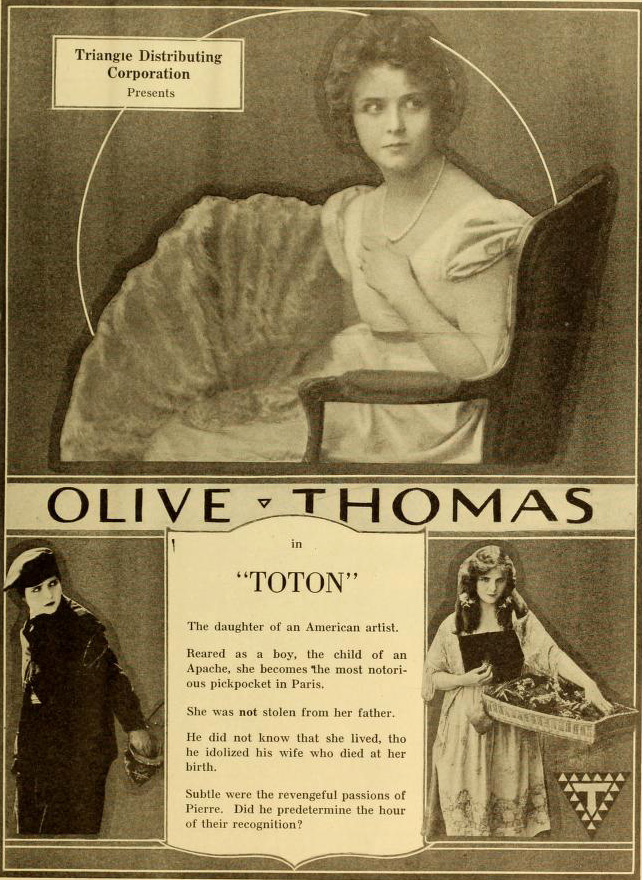
Toton (1919)

- 1916年：『A Girl Like That』
- 1916年：『ベアトリス・フェアファクス (Beatrice Fairfax)』
- 1917年：『Madcap Madge』
- 1917年：『トム・ソーヤー (Tom Sawyer)』（クレジットはされず）
- 1919年：『巴里の花売 (Toton the Apache)』
- 1919年：『愛に甦る日 (Love's Prisoner)』
- 1919年：『光栄ある婦人 (The Glorious Lady)』
- 1920年：『紅燈の巷 (Footlights and Shadows)』
- 1920年：『Youthful Folly』
- 1920年：『The Flapper』
- 1920年：『Everybody's Sweetheart』